# Ryszard Staniek
Ryszard Staniek (Zebrzydowice, 13 marzo 1971) è un ex calciatore polacco, di ruolo centrocampista.

## Carriera
Con la Nazionale polacca ha vinto la medaglia d'argento ai Giochi olimpici 1992.